# LA Knight
Shaun Ricker (Hagerstown, 1 de novembro de 1982) é um lutador profissional americano. Ele trabalha atualmente para a WWE, onde atua na marca SmackDown sob o nome de ringue LA Knight onde foi duas vezes campeão dos Estados Unidos da WWE. Ricker é conhecido por seu tempo no Impact Wrestling como Eli Drake. Ricker também trabalhou extensivamente no circuito de luta livre independente dos Estados Unidos e foi contratado por promoções proeminentes como Championship Wrestling from Hollywood e National Wrestling Alliance (NWA).
Ricker começou sua carreira no wrestling em 2003 no circuito independente. Mais tarde, ele se juntou ao então afiliado à NWA Championship Wrestling from Hollywood em 2010. Depois de deixar a CWFH em 2013, Ricker assinou um contrato de desenvolvimento com a WWE e atuou em seu então território de desenvolvimento do NXT como "Slate Randall" antes de ser dispensado em 2014. Ricker então assinou com a Impact Wrestling (então chamada Total Nonstop Action Wrestling) em 2015. Ricker obteve grande sucesso na Impact/TNA, conquistando o Campeonato Global da Impact, o Campeonato King of the Mountain da TNA e o Campeonato Mundial de Duplas da Impact (com Scott Steiner), uma vez cada. Ele também ganhou a maleta Feast or Fired do Impact duas vezes.
Depois de deixar o Impact em 2019, Ricker assinou com o recém-reiniciado NWA e conquistou o Campeonato Mundial de Duplas da NWA (com James Storm) uma vez. Ricker deixou a NWA em 2021 para renunciar à WWE. O nome de seu personagem mudou para LA Knight, e ele foi novamente designado para NXT (que se tornou uma terceira marca a par de Raw e SmackDown). Ao ser transferido para a marca SmackDown em 2022, Ricker foi reembalado como um personagem de designer de moda chamado Max Dupri antes de voltar à sua personalidade LA Knight. Ele é considerado um dos melhores oradores da era moderna do wrestling profissional.
Fora do wrestling, Ricker apareceu como um membro do elenco do reality show da TNT, The Hero, apresentado por Dwayne "The Rock" Johnson. Ele também apareceu em um episódio de Brooklyn Nine-Nine em 2015.

## Carreira na luta livre profissional

### Início da carreira (2003–2010)
Ricker começou a trabalhar regularmente para a Heartland Wrestling Association (HWA) em 2003 sob o nome de ringue Deuce. Em 9 de novembro de 2004, Deuce venceria o Campeonato de Televisão da HWA e o perderia em 4 de janeiro de 2005.

### NWA Championship Wrestling from Hollywood (2010–2013)
Em dezembro de 2010, Ricker mudou-se para trabalhar para a promoção NWA Championship Wrestling from Hollywood. Ele juntou forças com Brian Cage, reformando a dupla The Natural Selection e ganhou o Campeonato de Duplas de Herança da NWA em 8 de dezembro, do The RockNES Monsters. Depois de manter os títulos por mais de 200 dias e defendê-los contra nomes como Young Hollywood e Rasche Brown e Slymm, Natural Selection os perdeu para The Tribe devido ao fato de Brian Cage perder o evento e se tornar uma luta de handicap dois contra um. Compreensivelmente chateado após as ações de Cage, Ricker iria rivalizar com ele por vários meses, permanecendo mesmo com vitórias até o final de 2012, quando Ricker derrotou Cage.

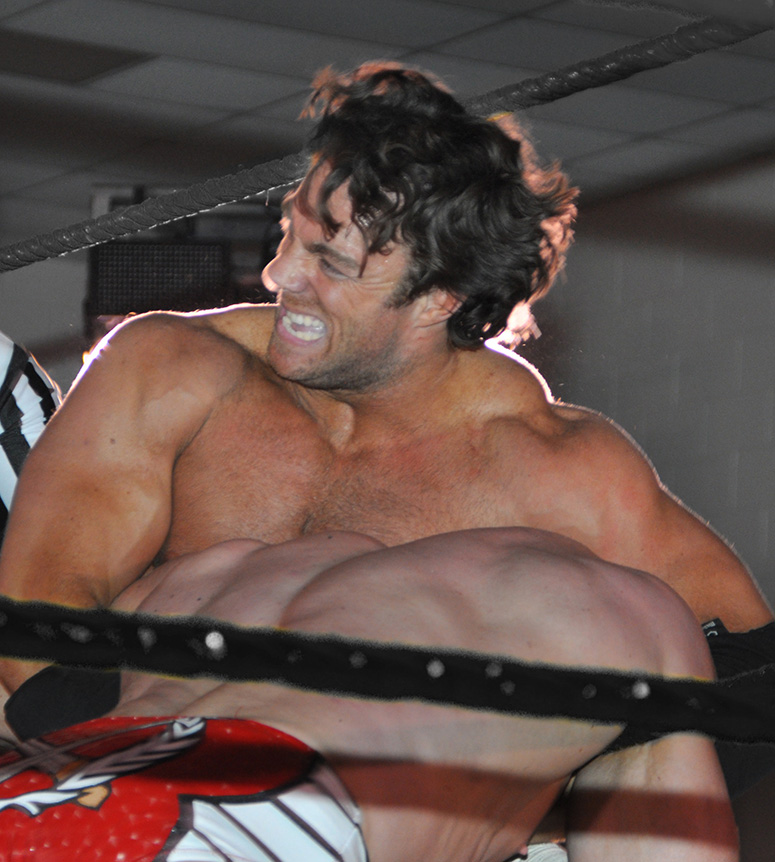
Ricker lutando como Slate Randall em fevereiro de 2014.

Após esta vitória, Ricker ganhou uma chance pelo Campeonato Mundial dos Pesos Pesados da NWA de Adam Pearce, que aconteceu em 4 de dezembro e Ricker perdeu. Ao longo de 2012, Ricker miraria alto, tentando ganhar uma chance pelo campeonato que incluía várias batalhas reais e até chegou às finais da Copa Percy Pringle III, onde o vencedor ganharia uma chance em qualquer campeonato, a qualquer hora, em qualquer lugar. A rivalidade de Rickers com Cage ressurgiria no final de 2012 e culminou em uma luta de caixão que Ricker venceu. Com esta vitória massiva, Ricker finalmente obteve sucesso em simples ao vencer o 30-Man Red Carpet Rumble para o Campeonato de Duplas de Herança da NWA em homenagem a seu falecido amigo e empresário Percy Pringle em 5 de maio de 2013 e defendeu com sucesso naquela mesma noite contra Ryan Taylor.
Ricker perderia o campeonato para Scorpio Sky em um perdedor deixa a partida de Hollywood mais tarde naquela noite, esta partida estava programada para ir ao ar em 2 de junho, com atraso de fita, mas nunca foi ao ar devido ao polêmico final. Depois que as câmeras dispararam, Ricker pegou o microfone e agradeceu a todos os fãs por terem vindo. Ele disse que esta seria a última vez que o veríamos em um ringue para o Championship Wrestling from Hollywood. Todos os lutadores saíram de trás e aplaudiram Ricker de pé. No entanto, ele fez mais uma aparição final derrotando os outros membros do Experience de Scorpio Sky, Big Duke e Xtian Cole, tornando-se sua última aparição na televisão.

### WWE (2013–2014)
Ricker fez sua primeira aparição na WWE em 2008 em uma dark match na ECW, juntando-se a Gene Snitsky em uma derrota contra Cryme Tyme. Ele também apareceu em 2011 durante um segmento entre CM Punk e Kevin Nash no papel de segurança (a infame promoção de mensagem de texto).
Em maio de 2013, o Wrestling Observer Newsletter relatou que Ricker, junto com vários outros lutadores independentes, estava passando pelos exames médicos necessários para assinar com a WWE. Ele se reportou ao WWE Performance Center. Ricker, usando o novo nome no ringue Slate Randall, derrotou Yoshi Tatsu em uma dark match durante as gravações do NXT em outubro de 2013. Após essa vitória, ele competiu apenas como um talento aprimorado para o NXT, perdendo para nomes como Mason Ryan, Baron Corbin e Mojo Rawley. Sua luta final foi em 2 de maio de 2014 em um evento NXT Live. Em 1º de agosto de 2014, ele foi dispensado de seu contrato com a WWE. Ricker diria mais tarde que sua libertação foi devido a não se dar bem com o então treinador-chefe do NXT, Bill Demott (a quem a WWE mais tarde demitiria depois que as alegações de comportamentos abusivos de Demott em relação a vários lutadores se tornaram amplamente divulgadas por sites de notícias de luta livre).

### Retorno ao circuito independente (2014–2019)
Após sua saída da WWE, Ricker voltou a lutar no circuito independente. Em 5 de setembro, no Fallout do Full Impact Pro, ele (junto com Mason Ryan e Michael Tarver) participou de um torneio de trios, mas foram derrotados pelos porto-riquenhos do Full Impact (Lince Dorado, Jay Cruz e Jay Rios) nas semifinais. Em 21 de novembro de 2014, Ricker derrotou Kenny King no FSW Luck of the Draw. Ele voltou ao Championship Wrestling from Hollywood para duas aparições antes de assinar com o Impact Wrestling no início de 2015.

### Retorno à WWE

#### NXT (2021–2022)
Em 14 de fevereiro de 2021, foi relatado que Ricker havia assinado novamente com a WWE. No NXT TakeOver: Vengeance Day, ele estreou como um heel, onde foi revelado que seu novo nome no ringue seria LA Knight. Na primeira noite do TakeOver: Stand & Deliver em 7 de abril, Knight participou de um Gauntlet Eliminator para uma futura luta pelo Campeonato Norte Americano do NXT, mas perdeu. Knight então se aliou a Ted DiBiase, e no TakeOver: In Your House em 13 de junho, ele derrotou Cameron Grimes em uma luta escada para ganhar o reintroduzido Campeonato Million Dollar. Knight mais tarde atacou DiBiase, atacando-o durante a cerimônia do título, antes de ser expulso por Grimes. No The Great American Bash em 6 de julho, Knight derrotou Grimes e de acordo com a estipulação da revanche, Grimes se tornou o mordomo pessoal de Knight. No episódio de 10 de agosto do NXT, Knight concordou em defender o campeonato contra Grimes no NXT TakeOver 36 sob a condição de que se Knight vencesse, DiBiase substituiria Grimes como mordomo pessoal de Knight. No evento de 22 de agosto, Knight perdeu o título para Grimes após interferência de DiBiase, encerrando seu reinado em 70 dias.
Em outubro, Knight começou uma rivalidade com Grayson Waller. No episódio de 23 de novembro do NXT, ocorreu uma virada dupla; Waller deu meia-volta ao repreender os fãs, e Knight virou rosto ao exibir uma atitude de espírito de luta, e antes de sua luta com Joe Gacy, Knight foi atacado por Waller. No WarGames em 5 de dezembro, Knight se juntou a Johnny Gargano, Pete Dunne e Tommaso Ciampa como Team Black & Gold, onde perderam para o Team 2.0 (Bron Breakker, Carmelo Hayes, Grayson Waller e Tony D'Angelo) em uma partida WarGames. Em março, Knight começou uma breve rivalidade com Gunther quando este se ofendeu por Knight conseguir uma luta pelo Campeonato do NXT chamando Dolph Ziggler. Na semana seguinte, Knight confrontou Gunther após sua luta contra Duke Hudson e o desafiou para uma luta no NXT Stand & Deliver em 2 de abril, que ele perdeu. Esta acabou sendo sua última aparição no NXT.

#### Elenco principal (2022–presente)
Knight fez sua primeira aparição no plantel principal no episódio do Raw de 24 de janeiro de 2022, participando de um segmento de bastidores com The Dirty Dawgs (Dolph Ziggler e Robert Roode). Em um segmento sombrio antes do episódio de 15 de abril do SmackDown, Knight apareceu como um gerente vilão ao anunciar seu novo estábulo, "Knight Model Management", e se tornou o gerente de Mace e Mansoor. A história foi para a televisão no episódio de 20 de maio do SmackDown, quando ele fez sua estreia na televisão na marca sob o nome de Max Dupri. Ele anunciaria Mace e Mansoor, sob os nomes alterados "ma.çé" e "mån.sôör", como Maximum Male Models. Ele então se juntaria a sua irmã no enredo, Maxxine Dupri (anteriormente conhecida como Sofia Cromwell do NXT). Dupri terminou seu relacionamento com a Maximum Male Models no episódio de 30 de setembro do SmackDown. Na semana seguinte, ele derrotou Mace e Mansoor e voltou à sua personalidade LA Knight. Após uma breve rivalidade com Ricochet, Knight se envolveu em uma briga com Bray Wyatt.

## Títulos e prêmios

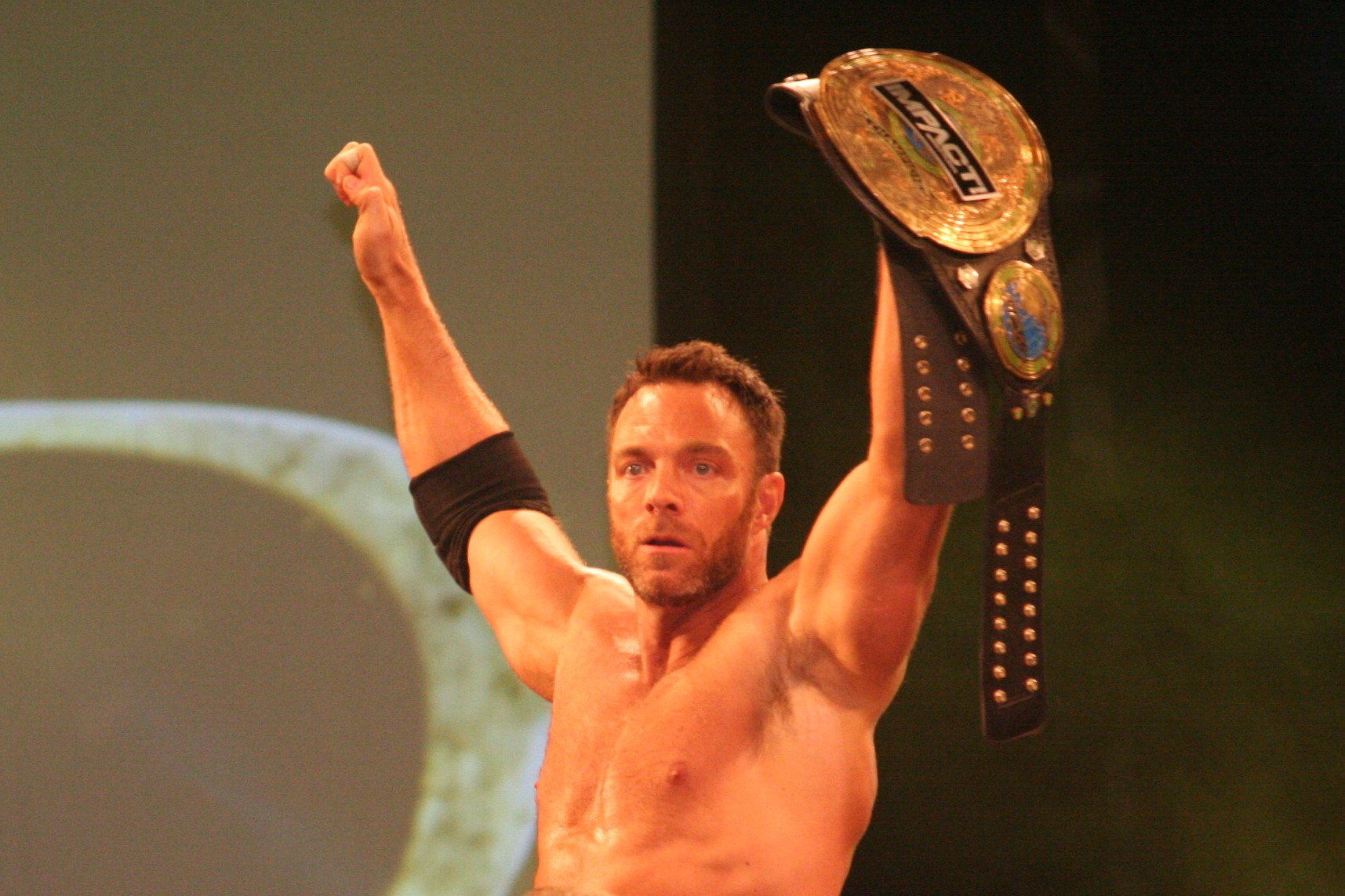
Ricker foi campeão mundial do Impact

- Championship Wrestling from Hollywood
  - CWFH Heritage Heavyweight Championship (1 vez)[28]
  - NWA Heritage Tag Team Championship (2 vezes) – com Brian Cage[29]
  - Red Carpet Rumble (2013)[30]
- DDT Pro-Wrestling
  - Ironman Heavymetalweight Championship (1 vez)[31]
- ESPN
  - Lutador Revelação do Ano (2023)[32]
- Future Stars of Wrestling
  - FSW Heavyweight Championship (2 vezes)[33]
- Empire Wrestling Federation
  - EWF Heavyweight Championship (1 vez)[34]
  - Great Goliath Battle Royal (2011) – com Josh Dunbar[35]
- Heartland Wrestling Association
  - HWA Television Championship (1 vez)[36]
- Mach One Wrestling
  - M1W Tag Team Championship (1 vez) – com Brian Cage[37]
  - M1W Tag Team Championship Tournament (2010) – com Brian Cage[38]
- National Wrestling Alliance
  - Campeonato Mundial de Duplas da NWA (1 vez) – com James Storm[39]
- New York Post
  - Lutador Revelação Masculino do Ano (2023)[40]
- Pro Wrestling Illustrated
  - PWI o colocou na #27ª posição dos 500 melhores lutadores individuais em 2024[41]
- Pro Wrestling Revolution
  - PWR Heavyweight Championship (1 vez)[42]
- Total Nonstop Action Wrestling / Impact Wrestling
  - Campeonato Mundial do Impact (1 vez)[43]
  - Campeonato Mundial de Duplas do Impact (1 vez) – com Scott Steiner[44]
  - Campeonato King of the Mountain da TNA (1 vez)[45]
  - Gauntlet for the Gold (2016, 2017 – Peso-Pesado)[46][47]
  - Race for the Case (2017 – Red Case)[48]
  - Feast or Fired (2016 – contrato pelo Campeonato King of the Mountain)[49]
  - Feast or Fired (2018 – contrato pelo Campeonato Mundial de Duplas)[50]
- Ultimate Championship Wrestling
  - UCW Heavyweight Championship (1 vez)[51]
- Wrestling Observer Newsletter
  - Pior Personagem (2022) como parte do Maximum Male Models[52]
  - Pior Luta do Ano (2023) vs. Bray Wyatt no Royal Rumble[53]
- WWE
  - Campeonato dos Estados Unidos da WWE (2 vezes)
  - Campeonato Million Dollar (1 vez)[54]
  - SummerSlam Slim Jim Battle Royal (2023)
  - Slammy Award (2 vezes)
    - Superestrela Revelação do Ano (2024)[55]
    - Canto dos Fãs do Ano (2024) – "YEAH!"